# ۳۷۰ (میلادی)
۳۷۰ (میلادی) سیصد و هفتادمین سال تقویم میلادی است.

## درگذشتگان
‎